# Marie-Elisabeth-Lüders-Haus
Il Marie-Elisabeth-Lüders-Haus (MELH) è un edificio per uffici di Berlino, nel quartiere governativo a breve distanza dal Reichstag. È stato aperto dopo cinque anni di lavori il 10 dicembre 2003 ed è noto come il "terzo Parlamento". Questo nuovo edificio sulla Sprea è opera dell'architetto Stephan Braunfels.

## Storia
Deve il suo nome l'edificio in onore del politico socialista e liberale - rappresentante del movimento femminista tedesco - Marie Elisabeth Lüders. I lavori sono durati dal 1998 al 2003, e per alcune linee dell'edificio finale seguono l'ex tracciato del Muro di Berlino. La costruzione avrebbe dovuto continuare fino alla Luisenstraße e offrire ulteriori 44.000 m² di servizi. Il nuovo edificio avrebbe dovuto essere completato nel 2015 per una spesa totale di circa 190 milioni di euro. Il trasferimento di parte degli uffici parlamentari non avverrà prima del 2020. 
L'edificio ospita inoltre tra le altre cose la Biblioteca del Parlamento e gli Archivi parlamentari.